# Estada (kommunhuvudort)
Estada är en kommunhuvudort i Spanien.   Den ligger i provinsen Provincia de Huesca och regionen Aragonien, i den nordöstra delen av landet, 400 km nordost om huvudstaden Madrid. Estada ligger 375 meter över havet och antalet invånare är 197.
Terrängen runt Estada är kuperad åt nordost, men åt sydväst är den platt. Runt Estada är det glesbefolkat, med 16 invånare per kvadratkilometer. Närmaste större samhälle är Monzón, 18,2 km söder om Estada. Trakten runt Estada består till största delen av jordbruksmark.